# Juan Agudelo
Pour les articles homonymes, voir Agudelo.
Juan Sebastián Agudelo, né le 23 novembre 1992 à Manizales en Colombie, est un joueur international américain de soccer jouant au poste d'attaquant au Legion de Birmingham en USL Championship.

## Biographie

### Débuts et éclosion
Agudelo est né à Manizales en Colombie. À l'âge de huit ans, il part s'installer à New York avec sa famille.
Il commence sa carrière en rentrant au centre de formation des Red Bulls de New York. Considéré comme un grand espoir du soccer américain, il s'est vu offrir en 2009 une chance de rejoindre l'équipe première mais il décide de faire un essai en 2010 avec le club colombien des Millonarios. Bien qu'il ait été indiqué qu'il avait signé un contrat avec Los Millonarios, il retourne finalement aux États-Unis pour rejoindre les Red Bulls lors de la pré-saison.
Le 26 mars 2010, Agudelo rejoint officiellement l'équipe professionnelle des Red Bulls de New York. Le 27 avril 2010, il dispute son premier match en Coupe des États-Unis face au Union de Philadelphie. Agudelo fait ses débuts en Major League Soccer contre le Real Salt Lake en entrant à la 85e minute mais il ne débloque pas la situation (0-0).
Il marque son premier but en championnat contre les Sounders de Seattle (1-0) lors de la première journée de la saison 2011 de Major League Soccer. Ce but, son premier en MLS, est élu but de la semaine.
Le 9 août 2013, il est annoncé que Agudelo a signé un pré-contrat avec le club anglais de Stoke City qu'il rejoint le 1er janvier 2014, après que son contrat avec Revolution de la Nouvelle-Angleterre arrive à expiration,. Pourtant, le 20 novembre, le club anglais annonce que le permis de travail n'a pas été délivré à Juan Agudelo qui ne peut, en conséquence, par rejoindre la formation pour le mois de janvier. Malgré tout, il ambitionne de trouver une opportunité ailleurs en Europe pour reprendre en janvier.

### Le départ pour l'Angleterre
Le 14 janvier 2014, Agudelo annonce via son compte Twitter qu'il signe en prêt pour Stoke City pour les six prochains mois en attendant sa régularisation en Angleterre et un transfert définitif. Le 21 janvier il est prêté au FC Utrecht.

### Retour en Major League Soccer
N'obtenant finalement pas son permis de travail pour évoluer en Angleterre, il retourne au Revolution de la Nouvelle-Angleterre le 30 janvier 2015.
Le 28 novembre 2019, il s'engage en faveur de l'Inter Miami CF, une nouvelle franchise dont est propriétaire David Beckham.
Son passage à Miami est de courte durée et il s'engage en faveur de Minnesota United le 2 mars 2021. À l'issue de son contrat d'un an, il se retrouve agent libre.

### Legion de Birmingham
Après une nouvelle expérience en demi-teinte en Major League Soccer, Agudelo s'engage au Legion de Birmingham, franchise de USL Championship, le 30 mars 2022.

## Sélection
Agudelo décide de jouer dans les catégories de jeunes des États-Unis. En 2009, il participe à la Coupe du monde de football des moins de 17 ans. En 2010, il fait ses débuts avec les moins de 20 ans.
Le 11 novembre 2010, Agudelo est appelé pour la première fois avec les seniors dans une liste de 18 joueurs pour un match amical contre l'Afrique du Sud. Six jours plus tard au Cap, lors du match contre les Bafana Bafana, le jeune américain marque le seul but du match sur une reprise de volée. Pour sa deuxième sélection face au Chili, Agudelo provoque un penalty qui permet aux américains d'égaliser (1-1).
Remplaçant pour son troisième match avec les États-Unis contre l'Argentine, il entre en jeu pour la deuxième période et marque le but égalisateur (1-1) au Meadowlands Stadium devant plus de 78 000 personnes.

## Palmarès
- États-Unis
  - Vainqueur de la Gold Cup en 2017
  - Finaliste de la Gold Cup en 2011